# Carl Rasmussen

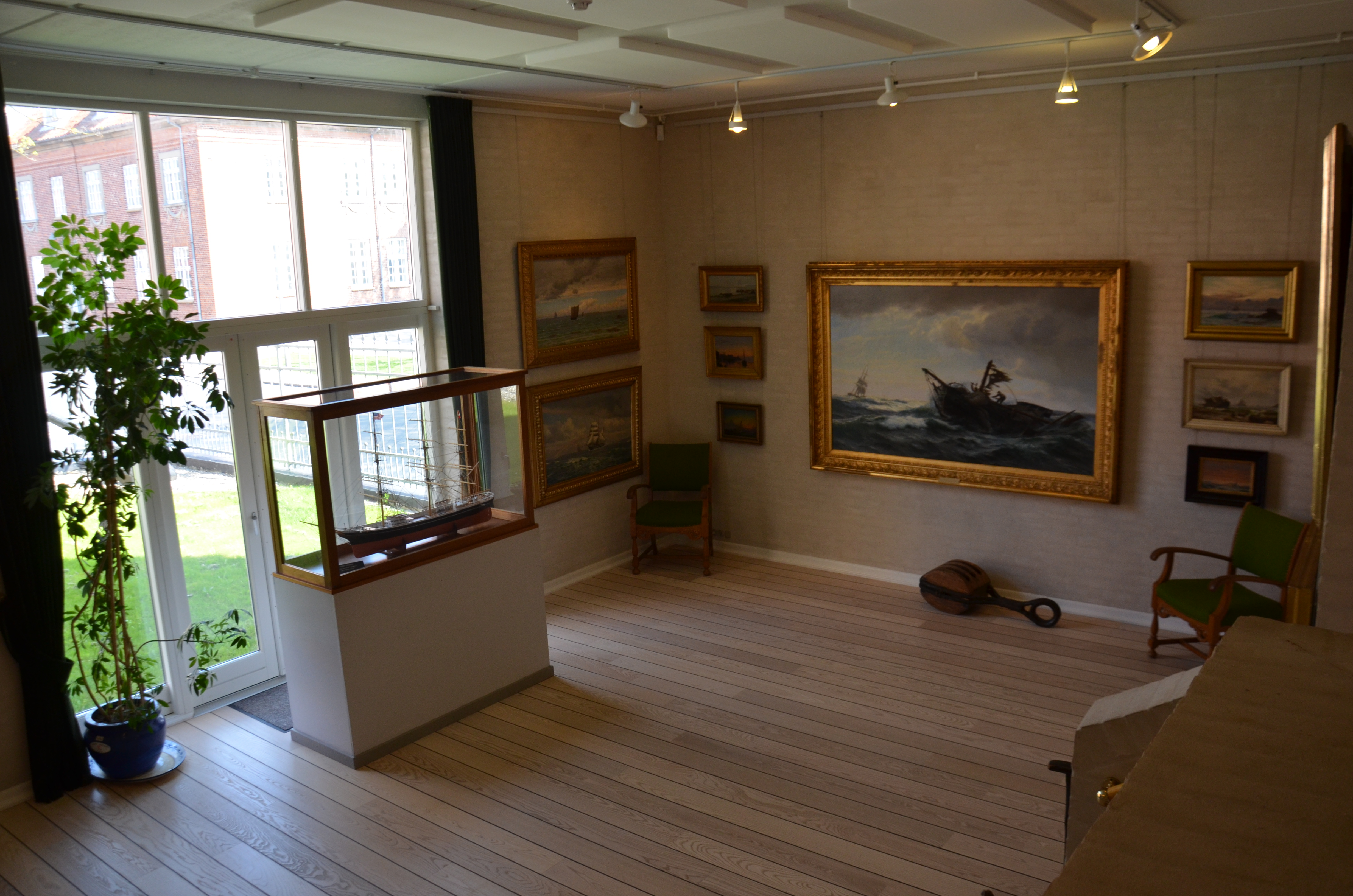
Carl Rasmussenrummet i Marstals sjöfartsmuseum

Jens Erik ’’Carl’’ Rasmussen, född 31 augusti 1841 i Ærøskøbing, död 1 oktober 1893, var en dansk målare, särskilt känd för sina marina motiv.
Carl Rasmussen var son till skräddarmästaren Johan Arenth Rasmussen och Caroline Sophie Kaas. Han blev efter konfirmationen satt i lära hos en gårdfarihandlare i Köpenhamn. Arkitekten Hans Jørgen Holm tog sig an honom och undervisade honom från 1860 i teckning. Senare fick man måla med Didrik Frisch vid sidan av sitt arbete, bland annat som skeppsgosse hos sin morbror, som seglade på Skottland. Efter att ha lärt sig geometrisk teckning och perspektivlära på den tekniska skolan fick han studera på friplats på Kunstakademiet 1862–1866. Han studerade också för C.F. Aagaard och debuterade på Charlottenborgs vårutställning 1863 med Søstykke, Motiv nordvest for Skagen. 
Carl Rasmussen gjorde 1870 en längre resa till Grönland. År 1872 fick ett resestipendium från Kunstakademiet och var under elva månader i Nederländerna, Belgien, Paris och Italien. 
Han gifte sig 1874 med Anna Ægidia Rasmussen (1852–1931). Han omkom på hemvägen från en studieresa till Grönland, efter att fallit överbord, när han målade på fartygets däck.  
Carl Rasmussen är huvudfigur i Carsten Jensens roman Sista resan.

## Bildgalleri

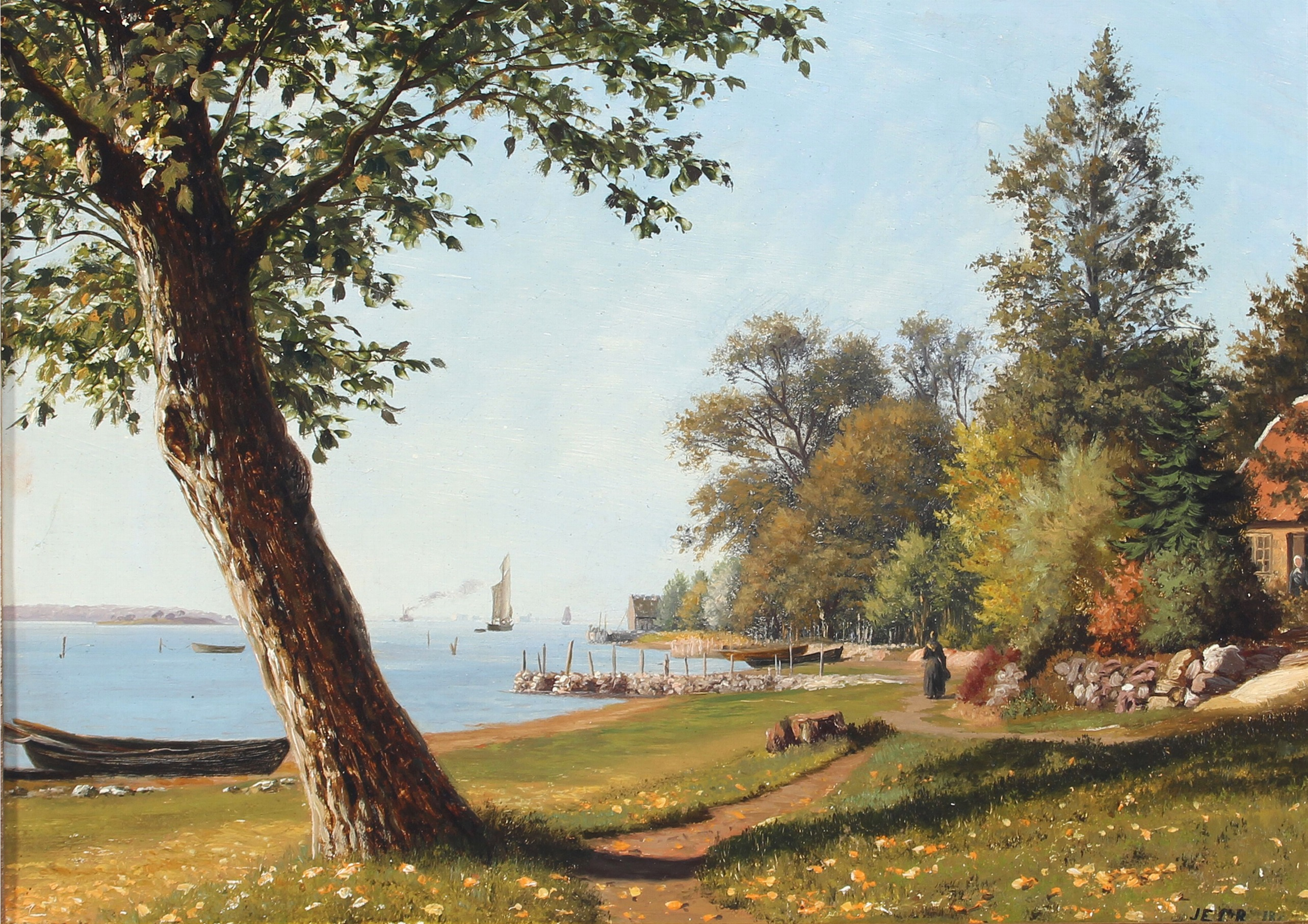
Sceneri från Svendborgsund en stilla sommardag
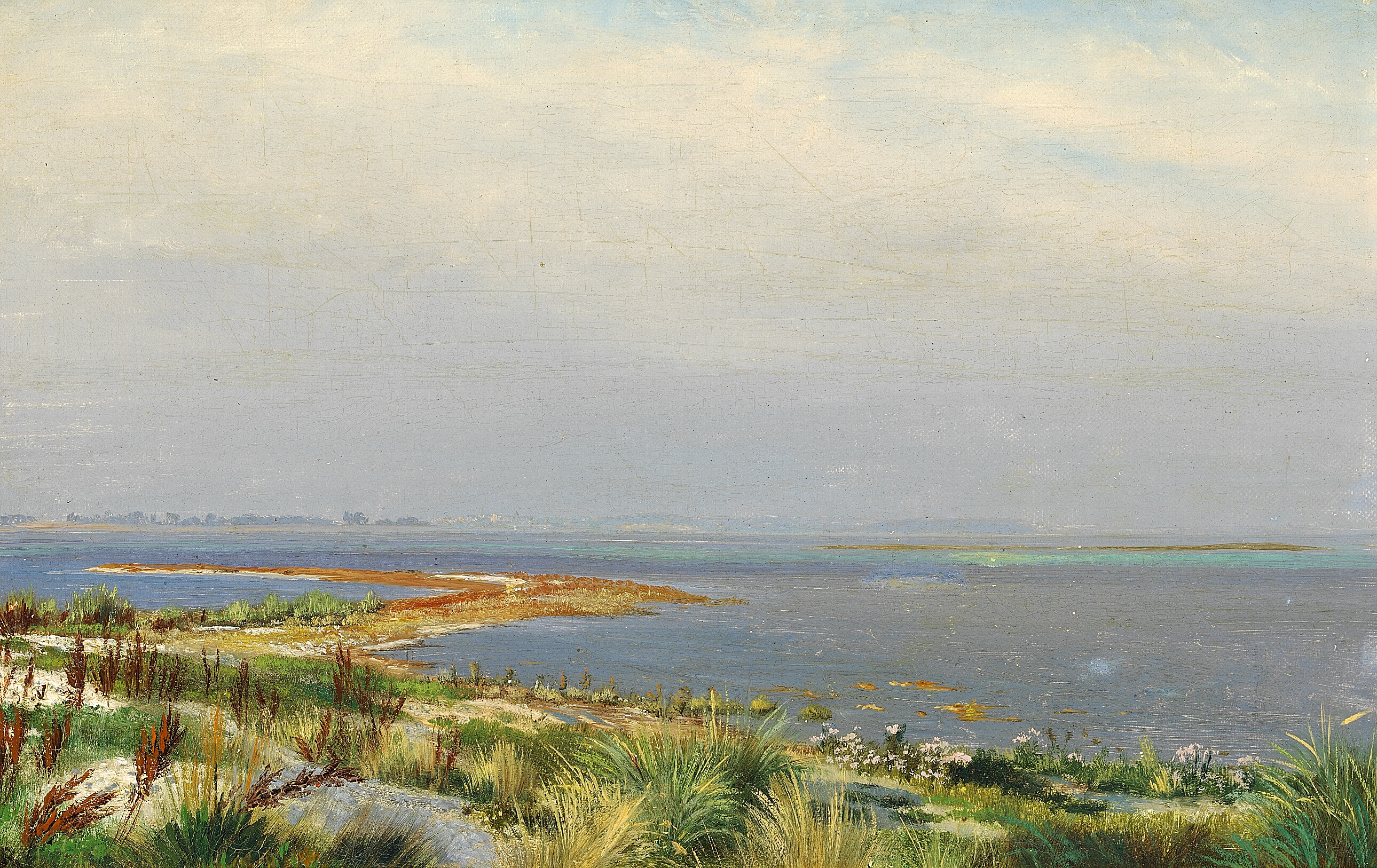
Strandparti fra det sydfynske øhav
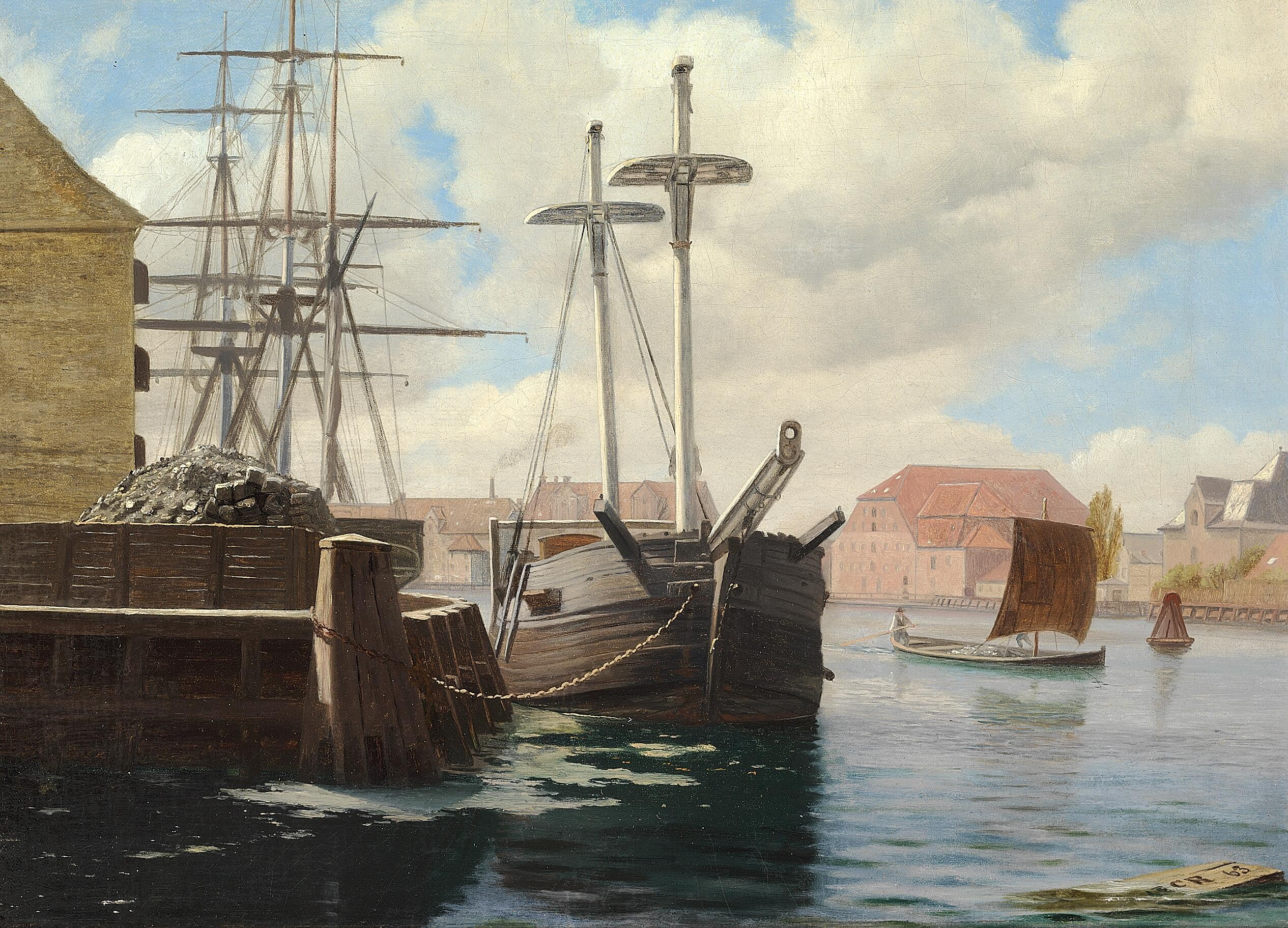
Parti fra Københavns Havn med Kongens Bryghus i baggrunden, 1863
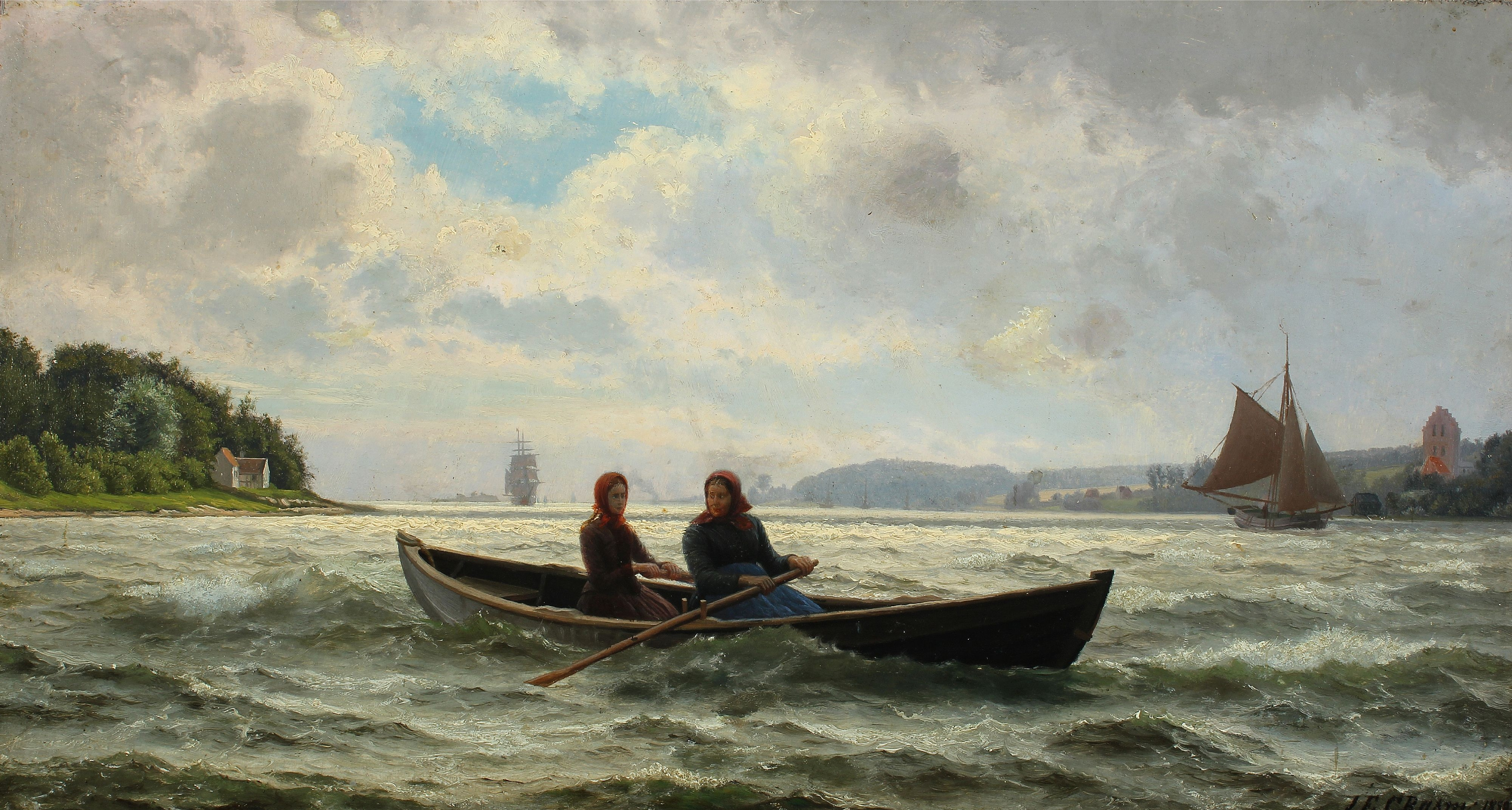
Moder og Datter ro over Svendborgsund, 1869
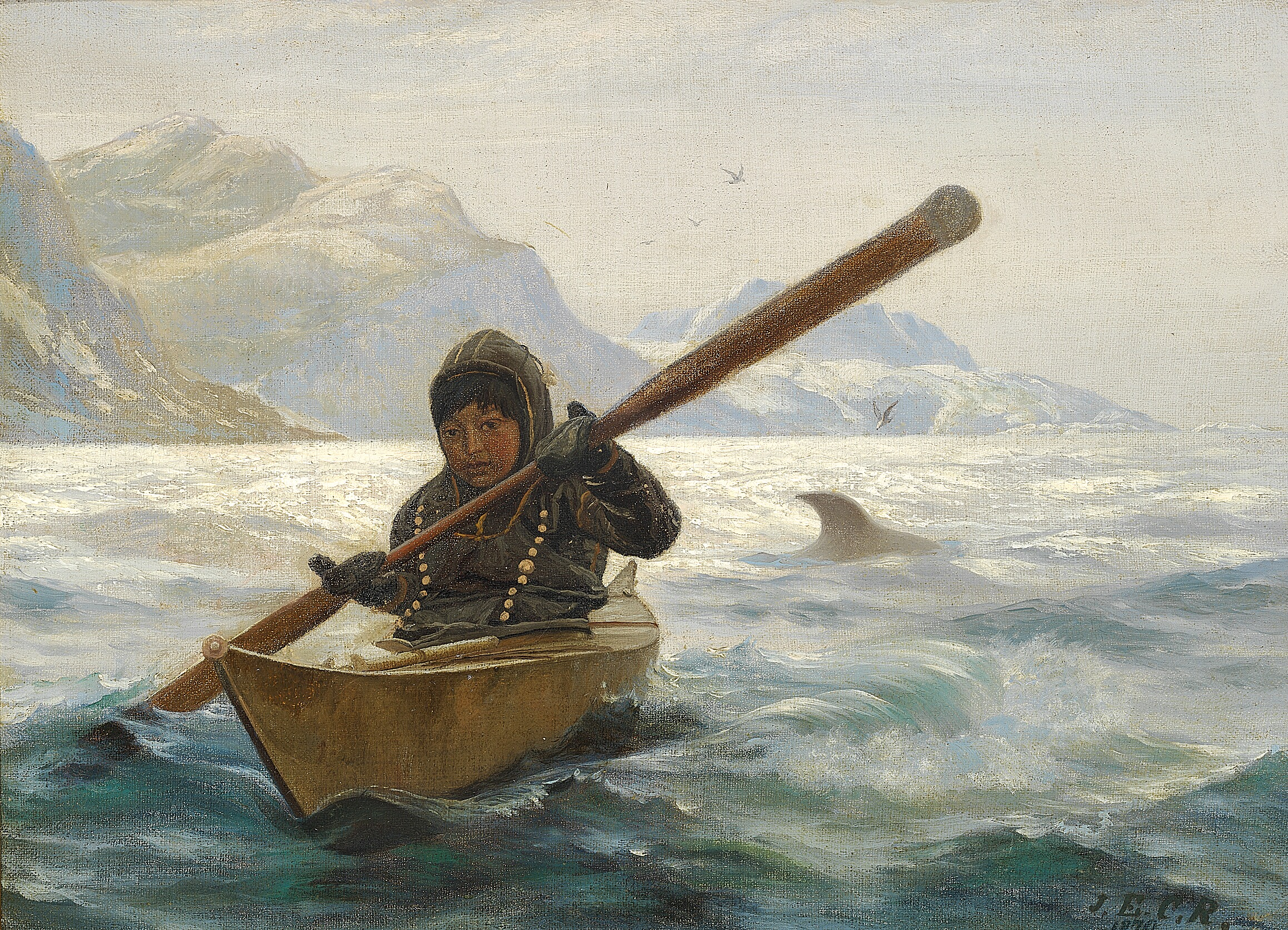
Grønlænderdreng i kajak ud for kysten, 1870
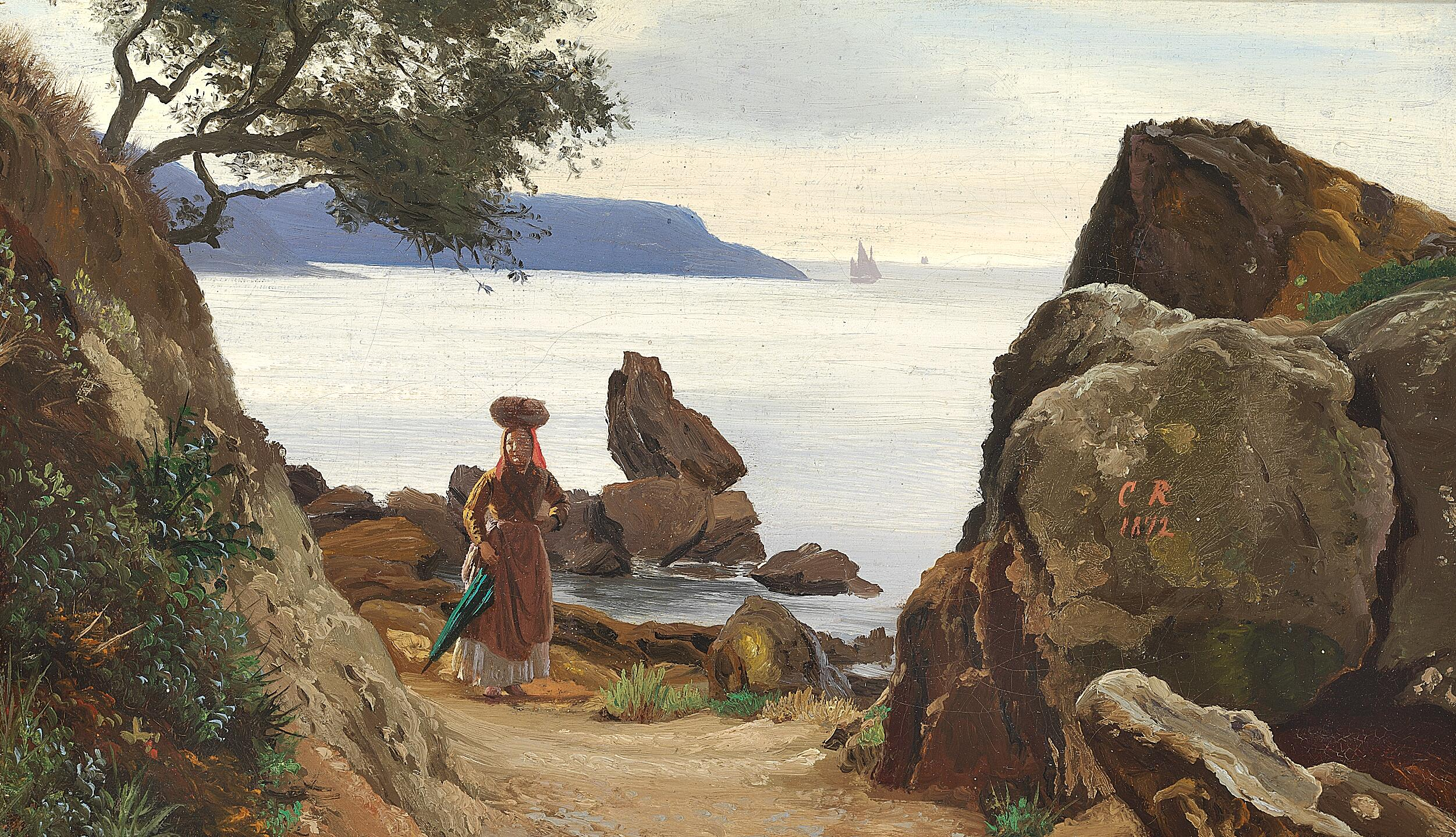
Italienerinde på en kystvej, 1872
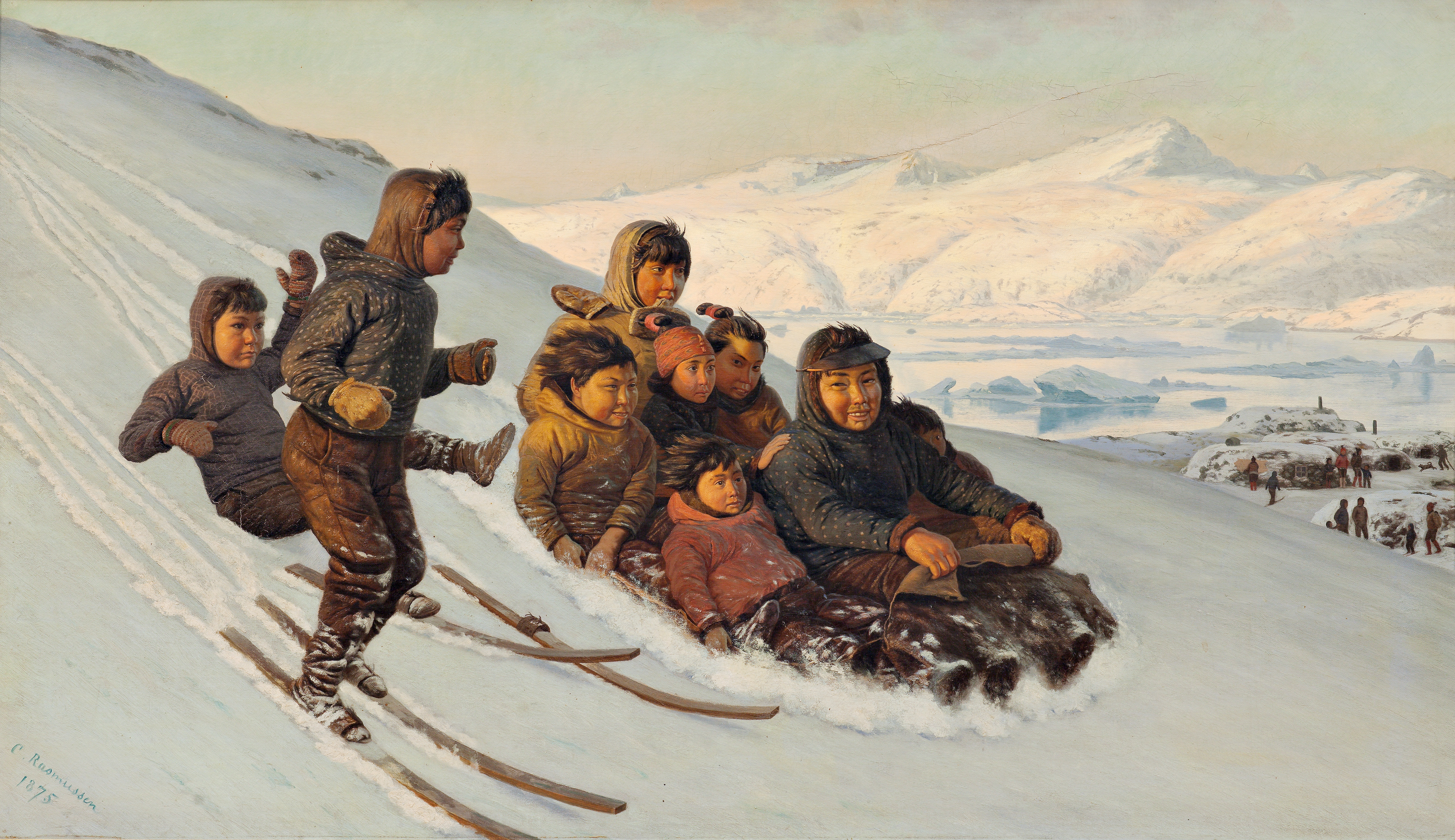
Vinter på Grönland, 1875
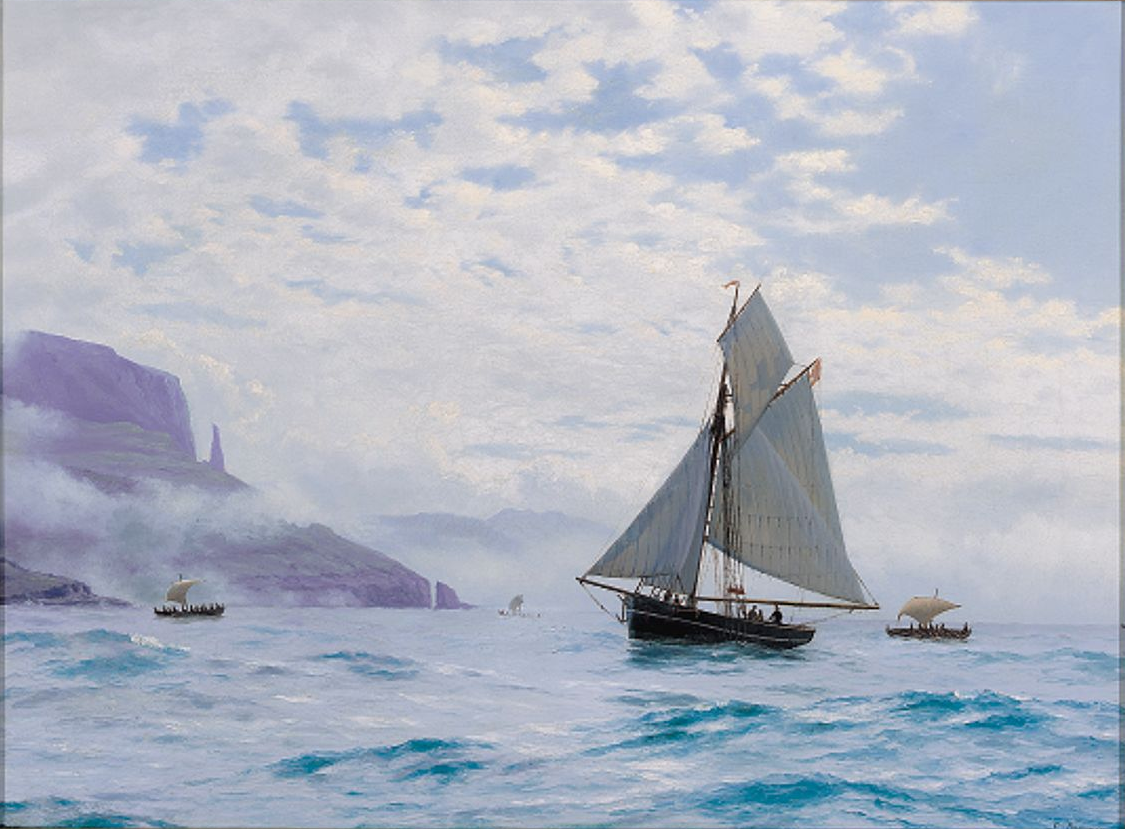
Marine med skibe ud for den færøske kyst
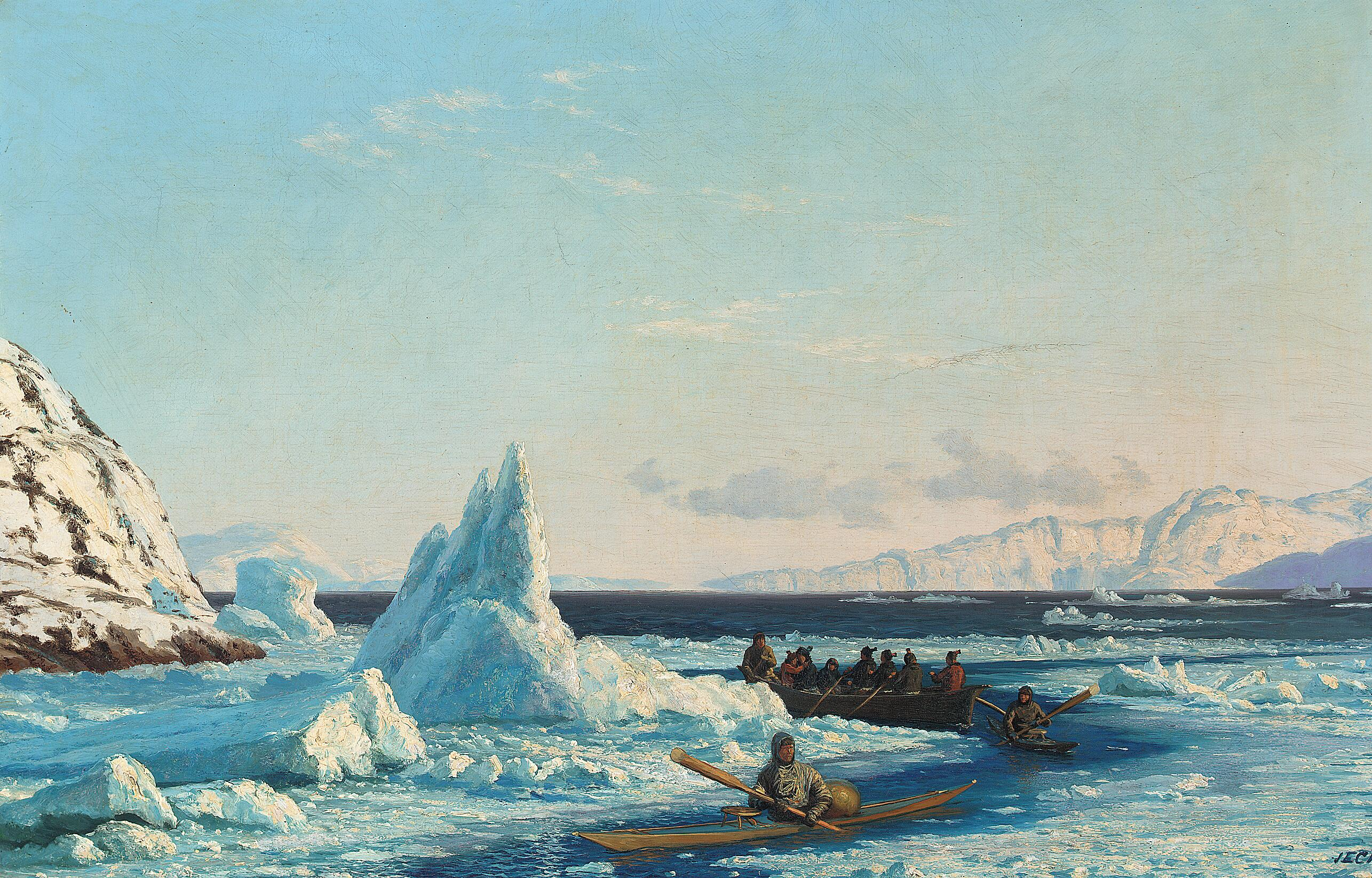
Konebåd og kajakker i en grønlandsk fjord
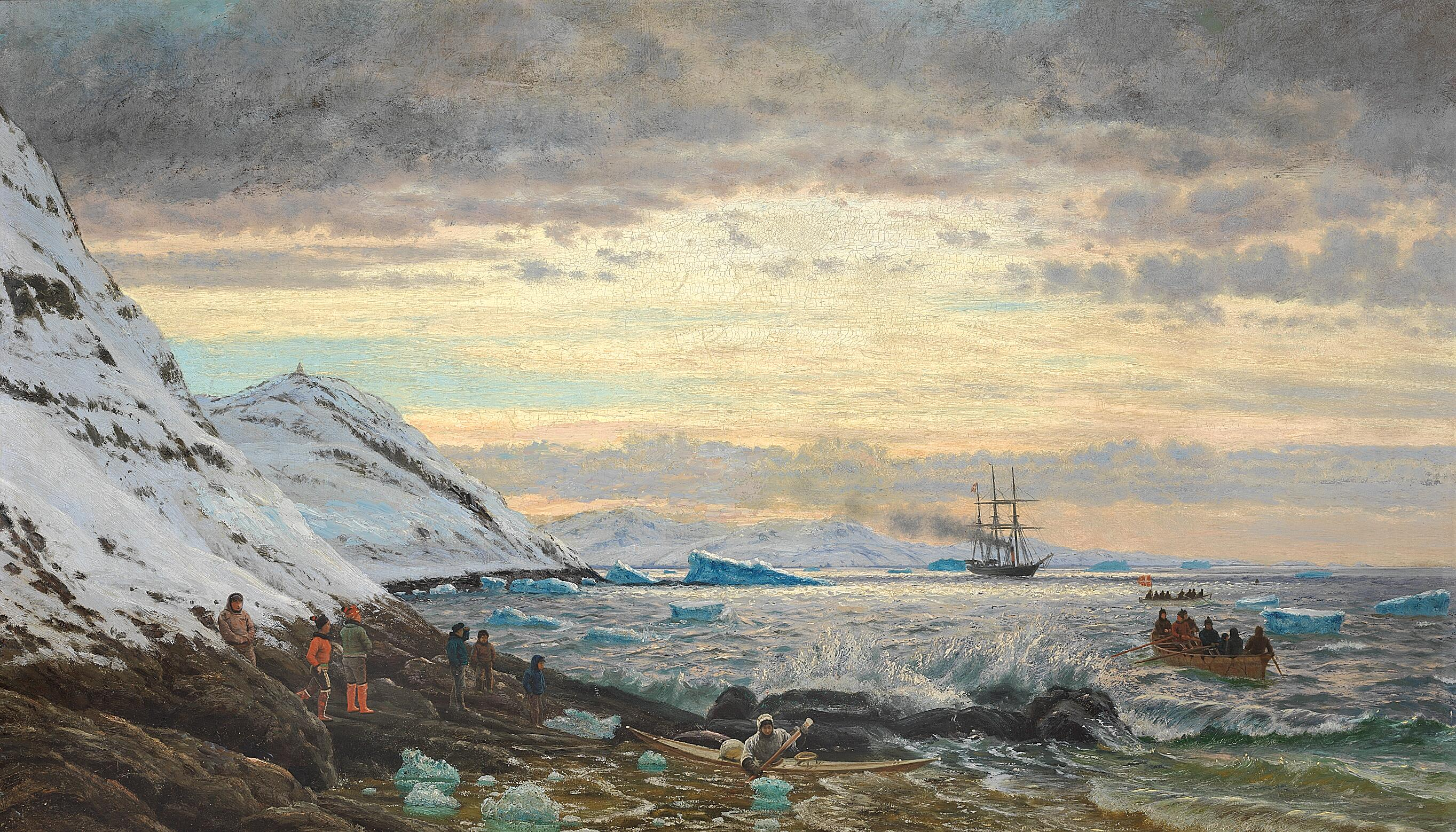
Dampskonnerten Fox står ind i Arsukfjorden, to konebåde og en kajak er på vej ud for at tage imod, 1892
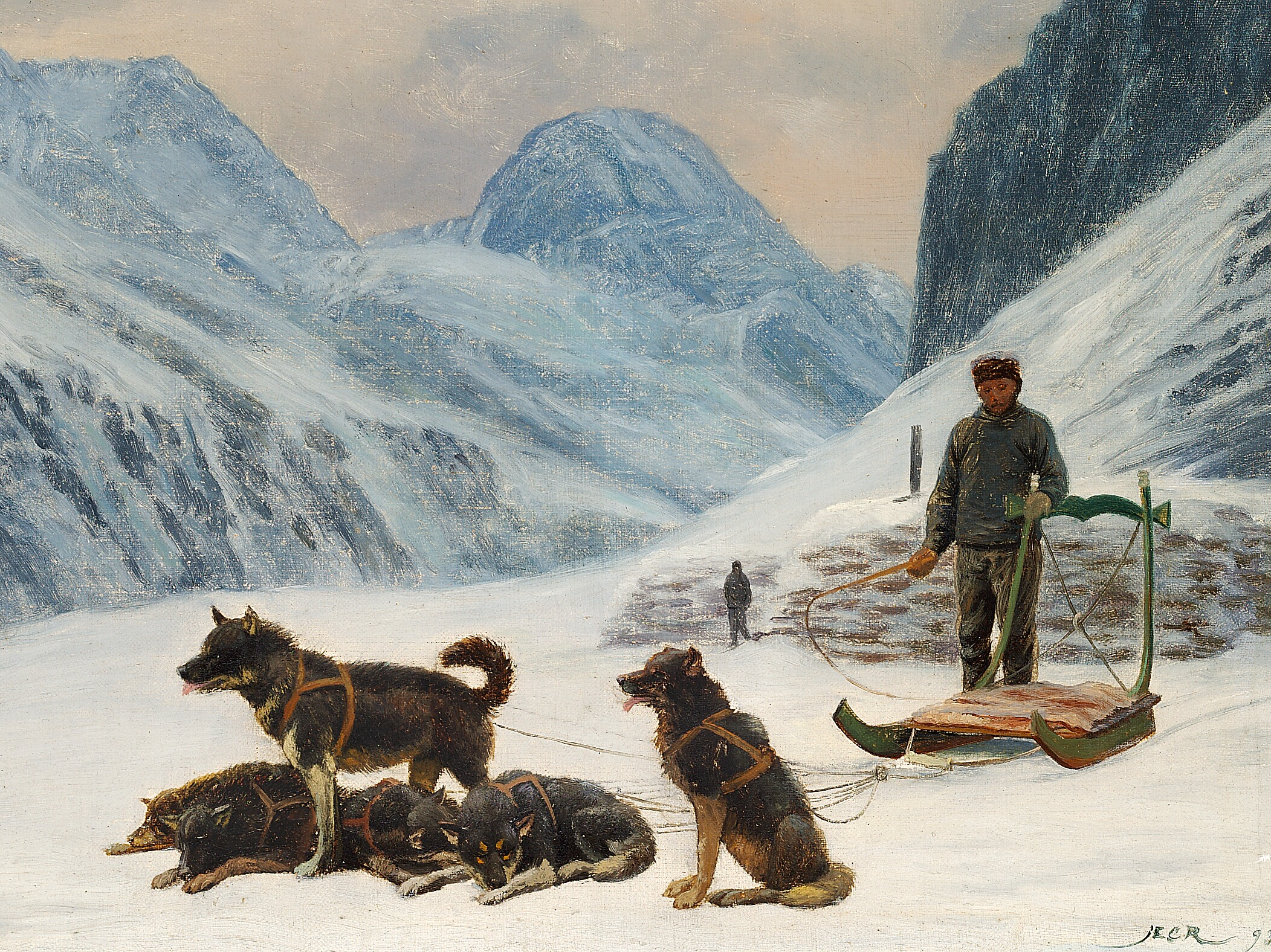
En grønlænder holder hvil ved sin hundeslæde, 1893